# Zapatalita
La zapatalita es un mineral de la clase de los minerales fosfatos, y dentro de esta pertenece al llamado “grupo de la zapatalita”. Fue descubierta en 1971 en Cerro Morita cerca de Agua Prieta, en el estado de Sonora (México), siendo nombrada así en honor de Emiliano Zapata, héroe mexicano. Un sinónimo es su clave: IMA1971-023.

## Características químicas
Es un fosfato hidroxilado e hidratado de cobre y aluminio.

## Formación y yacimientos
Se le encuentra como mineral secundario formado en costras tapizando el interior de cavidades, en la zona de oxidación de yacimientos minerales metálicos de alteración hidrotermal de rocas calizas brechificadas y silificadas. Al parecer reemplaza a la libethenita y pseudomalaquita, pues se suele encontrar asociado a ambas. También se ha visto asociado a crisocola.